# Färnebofjärden Nationalpark
60°11′N 16°46′Ø / 60.183°N 16.767°Ø
Färnebofjärden er en nationalpark, biosfærereservat og Ramsarområde i Sverige; Det er et søområde der gennemløbes af Dalälven, syd for Österfärnebo og Gysinge, på grænsen mellem Uppland og Gästrikland. En mindre del ligger i Dalarna og Västmanland. Norrlands sydligeste punkt ligger i området.
Parken har et areal på 10.100 hektar, hvoraf 4.110 hektar er vådområde. Den er oprettet i 1998, på grund af det rige fugleliv, og specielle miljøer med til tider oversvømmede flodenge gammel skov og fossende vandløb. Over 100 fuglearter yngler i området, bl.a. samtlige svenske spættearter og flere uglearter. Der er et udsigtstårn i Skekarsbo. Området er også kendt for sin rigdom på myg i sommertiden.

## Biosfærereservat og ramsarområde
Färnebofjärden er sammen med Dalälven et af de 51 svenske Ramsarområder.
I 2011 godkendte UNESCO nationalparken som biosfærereservatet Nedre Dalälven River Landscape. Biosfæreområdet omfatter også områder uden nationalparken fx søen Hovran, der ligger ved Dalälven 40 km vest for nationalparken.
Biosfæreområdet omfatter ti kommuner: Gävle, Sandviken og Hofors (i Gävleborgs län), Säter, Hedmora og Avesta (i Dalarnas län), Sala (i Västmanlands län), Heby, Tierp og Älvkarleby ( i Uppsala län).